# فخرالنسای دینوری
أم محمد فخر النساء شهدة بنت أحمد الإبری الدینوری البغدادیة، شناخته‌شده به نام فخرالنسای دینوری، دانشمند، محدث و خوش‌نویس کرد اهل ایران بود که در دینور زندگی می‌کرد.

## نام
نام کامل او به صورت أم محمد فخر النساء شهدة بنت أحمد الإبری الدینوری البغدادیة یا فخر النساء شهدة أم محمد بنت أبونصر ثبت شده‌است. به او لقب فخرالنساء داده‌شده که در عربی به معنای مایهٔ افتخار زنان است. او همچنین با نام‌های شهدة البغدادیة، کاتب البغدادیة و الکتیبة (به معنای نسخه‌نویس مؤنث) نیز شناخته شده‌است.

## سال‌های ابتدایی زندگی و تحصیلات
فخرالنساء شهدة در اوایل سدهٔ ۱۱ میلادی در شهر دینور در کرمانشاه امروزی زاده شد. پدرش أبونصر أحمد بن ألفرج ألدینوری نام داشت که در سال ۱۱۷۸ میلادی (۵۷۴ هجری قمری) درگذشت. پدربزرگش تاجر سوزن بود و بنابراین لقب الابری (به معنای سوزنی یا سوزن‌فروش) به او داده‌شد. پدرش به علم حدیث علاقه‌مند شد و حدیث را از چندین استاد آموخت. او مطابق با سنت، به دخترش تعلیمات مدرسی داده و او را به تحصیل گذاشت و از این‌که او زیر نظر استادان مشهور سنت‌گرا تحصیل می‌کند اطمینان حاصل کرد.
فخرالنساء تحصیل حدیث را زیر نظر مشهورترین استادان بغداد مانند تریاد بن محمد الزینبی، ابن طلحه النعلی، احمد بن عبدالقادر بن یوسف، انو ایحسن ابن ایوب، ابو خطاب بن باطر و دیگران انجام داد. او علاوه بر حدیث دیگر شاخه‌های دانش آن زمان را نیز استادانی مانند ابو عبدالله حسن بن احمد النعمانی، ابو بکر محمد بن احمد کشاشی و ابو الحسینی فراگرفت.
در آن دوران، آموزش زنان به صورت مطالعه در فضای خانه همراه با زنان و مردان مطلع انجام می‌شد. سپس زنان می‌توانستند تحصیلات خود را با معلمانی محلی، خارج از حلقهٔ خانواده نیز ادامه بدهند. ادامه دادن به تحصیلات بیشتر از این بلندپروازی بود و برای این کار آن‌ها می‌بایست نزد استادانی در شهرها و مناطق دیگر می‌رفتند.

## آثار و فعالیت‌ها

### علم حدیث
الموطأ: مشهورترین کار امام مالک است که نخستین مجموعأ مکتوب از احادیث و مشتمل بر موضوعات مرتبط با قوانین اسلامی بوده که توسط امام مالک بن انس گردآوری و تصحیح شده‌است. الموطأ تقریباً ۱۷۲۰ حدیث را در بر می‌گیرد که شهدة البغدادیة همهٔ آن‌ها را مطالعه کرد.
المشایخات: که به طبقه‌بندی احادیث توسط شیخ‌ها یا مدرسان آن احادیث گفته می‌شود. شهدة البغدادیة، مشایخاتِ ابن سهذان را نزد ابو غالب محمد بن الحسن البقیلانی خواند.
الاجزاء: الاجزاء جمع جزء است و منظور از جزء به هر بخش تشکیل‌دهندهٔ هر چیزی گفته می‌شود. در اینجا منظور از جزء، احادیث مربوط به یک شخص و یا احادیث گردآوری‌شده در رابطه با یک موضوع واحد است. از سدهٔ چهارم هجری قمری به این‌سو، زنان علاقهٔ بالایی در مطالعهٔ آن نشان دادند. شهدة مشهورترین آن‌ها یعنی جزء ابن عرفه را نزد برجسته‌ترین راوی آن یعنی ابن بیان، و جزء ابن حنبل را تزد ابو حسن بن الطیوری و همچنین جزء هلال الحفار را نزد طراد آموخت.
المسلسلات: واژهٔ مسلسل به حدیثی ارجاع دارد که دربارهٔ آن روایتی است که سنت آن را شاستهٔ حفظ در کنار خود حدیث تلقی می‌کند. فخرالنسا المصفحه را نزد البرغانی مطالعه کرد.
فخرالنسا معجم نوشتهٔ الاسماعیلی و مشیاخة نوشتهٔ ابن شاذان را روایت کرده‌است. یکی از شاگردان فخرالنسا به نام ابل العزیز بن محمود بن المبارک بن الاخدر کتاب مشیاخة را در طول حیاتش گردآوری کرده‌است. این کتاب ۱۱۴ روایت را در بر می‌گیرد و بیشتر آن‌ها احادیث نبوی بوده که از ۲۷ شیخ نقل شده‌است. فخرالنسا این کتاب را به نامی مهم در مطالعات حدیث تبدیل کرده‌است.
جویندگان آموزش از مسافت‌های دور می‌آمدند و اگر به مجلس درس وی پذیرفته می‌شدند، آن را به عنوان نشانی از افتخار می‌گرفتند. دانشمندان نامدار بسیاری بودند که پای ثابت دوره‌های وی بودند و بخشی از صلاحیت انتقال حدیث را از وی کسب می‌کردند. فخرالنسا علاوه بر حدیث، در موضوعاتی دیگر مانند تاریخ، زبانشناسی و ادبیات هم سخنرانی‌هایی انجام می‌داد که معمولاً با تأثیراتی پایدار بر روح و جان مخاطبان‌اش همراه بود.

## خوشنویسی
فخرالنسا در هنر خوشنویسی نیز به کمال رسیده و استادان این هنر را در عصر خود به تمجید خویش واداشته‌بود. به واسطهٔ همین فضل و دانش، هنر خوشنویسی و فن خطابهٔ تحسین برانگیز بود که به وی به فخرالنسا به معنای مایهٔ افتخار زنان گفته شد.

## اواخر زندگی و مرگ
همسر فخرالنسا شهدة پس از چهل سال زندگی مشترک با او درگذشت. فخرالنسا این ضایعه را با مروت و شکیبایی تحمل کرد و خود را با تدریس و تعلیم آرام ساخت. خلیفه المقتدا بأمرالله ملک وسیعی را برای توسعهٔ فعالیت‌های علمی‌اش به او بخشید. فخرالنسا با کمک‌های مالی که دریافت می‌کرد، یک درسگاه بزرگ در ساحل رود دجله تأسیس کرد که به مکانی برای اجتماع شاگردانی تبدیل شد که درس‌های او را دنبال می‌کردند و بر تمام مخارج آن توسط خود فخرالنسا نظارت می‌شد.
فخرالنسا در نهایت در سال ۱۱۱۲ در حالی که بیش از ۹۰ سال سن داشت درگذشت. مراسم تدفین او در دانشگاه القصر در بغداد برگزار شد. هزاران نفر از مردم شامل دانشمندان، دانشجویانن و مقامات دولتی در مراسم تشییع او شرکت داشتند.

## میراث
ابو فرج بن الجوزی فخرالنسا را به واسطهٔ پارسایی، نیکوکاری و آثار خوشنویسی‌اش ستایش می‌کرد. الصفدی به دانش گستردهٔ او در زمینهٔ حدیث، و پارسایی، تقوا و نیکوکاری‌اش اشاره کرده‌است.

## مطالعهٔ بیشتر
در دو اثر زیر شخصیت فخرالنسا اشاره شده‌است:
- هیث جنیفر. شمشیر و حجاب: زنان خارق‌العادهٔ اسلام. هیدن‌اسپرینگ، ۲۰۰۴.
- خان محمد شبیر. وضعیت زنان در اسلام. حق اسلام، انتشارات APH، ۱۹۹۶.